# 固体ヘリウム
固体ヘリウム（こたいヘリウム）とは、固体となったヘリウムのことである。ヘリウムは常圧では絶対零度でも固体にはならず、液体のままである。ヘリウムを固体にするには、ヘリウム3の場合は34気圧以上、ヘリウム4の場合は25気圧以上の圧力が必要である。固体ヘリウムは超流動状態となったヘリウムを加圧して製造する。2013年、東京工業大学は微小重力下で固体ヘリウムを製造し、超音波を用いて粉砕することで直径10mmの結晶にすることに成功した。